# ТЕС Алеппо
36°10′35″ пн. ш. 37°26′13″ сх. д. / 36.17639° пн. ш. 37.43694° сх. д.
ТЕС Алеппо — теплова електростанція на півночі Сирії, за два десятки кілометрів на схід від околиць Алеппо.
У 1997—1998 роках на майданчику станції ввели в експлуатацію п'ять конденсаційних блоків з паровими турбінами потужністю по 213 МВт, котрі забезпечували паливну ефективність на рівні 38 %. Крім того, тоді ж запустили одну встановлену на роботу у відкритому циклі газову турбіну з показником 30 МВт.
Станцію запроектували з розрахунку на спалювання нафти та природного газу. Останній починаючи з 2000 року подається із родовищ центральної Сирії по трубопроводу Арак – Алеппо (у 2003—2005 роках споживання станцією природного газу коливалось від 0,54 до 0,25 млрд м3 на рік).
Для охолодження використовується вода із сусіднього каналу Аль-Джер, по якому з метою іригації подається ресурс з Євфрату.
Видалення продуктів згоряння відбувається за допомогою п'яти димарів висотою по 125 метрів.